# 城堡山缆车 (格拉茨)
城堡山缆车（德語：Schlossbergbahn）是奥地利城市格拉茨的一条往复式地面缆车，连接市中心与城堡遗址所在的、拥有广阔的视野城堡山。

## 历史
1856年军队离开城堡山后，即开始讨论如何方便上山，在1893年修筑目前的缆车。1894年完成。
技术参数:线路长度201米，抬升108米，最大坡度60%，平均运行时间3分钟，容量每车58人。
|  |